# Sven Erik Bystrøm
Sven Erik Bystrøm (Haugesund, 21 de gener de 1992) és un ciclista noruec, professional des del 2012 i actualment a l'equip Groupama-FDJ.
Del seu palmarès destaca el primer lloc al Campionat del món sub-23 en ruta disputat a Ponferrada i el Campionat de Noruega en ruta del 2020.

## Palmarès
- 2010
  - Vencedor d'una etapa a la Regio Tour júnior
- 2012
  - 1r al Gran Premi de Frankfurt sub-23
- 2014
  -  Campió del món sub-23 en ruta[2]
- 2020
  -  Campió de Noruega en ruta[3]

### Resultats a la Volta a Espanya
- 2016. 141è de la classificació general
- 2017. No surt (8a etapa)
- 2018. 113è de la classificació general

### Resultats al Tour de França
- 2019. 110è de la classificació general
- 2022. 93è de la classificació general

### Resultats al Giro d'Itàlia
- 2023. No surt (10a etapa)[4]